# Moonbeam
(Vitaly Khvaleev nel promo di "Space Odyssey: Venus".)
Moonbeam è il nome d'arte dei fratelli Pavel e Vitalij Chvaleev, DJ e produttori musicali russi. Conosciuti anche con gli alias Glockenspiel (traducibile in "Gioco di campane"), Pak&Vak e Mondstrahl (Moonbeam in Tedesco), quest'ultimo nato da un progetto diretto esclusivamente alla produzione techno.

## Biografia

### Gli inizi
L'idea di Moonbeam ha origine nel 2003, quando i due fratelli (già dj e produttori) decidono di unire le proprie inventive sotto un unico nome. Nello studio a Nižnij Novgorod, quarta città russa per popolazione, producono inizialmente brani Trance e "Atmospheric Techno", ma senza diffondersi oltre i Paesi dell'Est.
Nel 2005 fondano l'etichetta discografica MOONBEAM DIGITAL, iniziando a collaborare con produttori noti come Joshua Collins e Jeff Bennett e a lavorare su brani di genere Progressive e House, pur mantenendo sempre elementi Techno e Trance.

### Diffusione in Europa occidentale
Nel 2007 il duo stabilisce un contratto con l'etichetta tedesca TRAUM SCHALLPLATTEN, sotto cui pubblica vari EP, tra cui Eclipse e Spring Story, oltre a due remix, rispettivamente Seconds di Minilogue e Doch Doch di Extrawelt.
Hanno poi seguito altre pubblicazioni sotto etichette come la BLACK HOLE RECORDINGS e la PROTON MUSIC che hanno contribuito alla diffusione in Germania, Polonia e Francia. Nell'estate del 2007 il DJ olandese Tiësto include nella sua compilation "In Search Of Sunrise 6" il brano See The Difference Inside. Nel 2008 riescono finalmente a raggiungere una fama di livello internazionale.

### Il successo
Ormai affermati nella scena della musica elettronica moderna, i Moonbeam conquistano la posizione 76 nell'edizione 2009 della classifica Top 100 DJs di DJMAG. Dopo aver varcato la soglia dei paesi dell'Est suonando in Francia e Germania, nel 2010 avanzano di ben trentaquattro posizioni sulla classifica, conquistando il 42º posto.
In Italia hanno suonato solo una volta, in occasione dell'Aurora Electronic Music Festival 2009 di Modena.
Attualmente i fratelli Chvaleev hanno stabilito, come obiettivo per il 2011, di fare visita ai paesi mediterranei per farsi conoscere ulteriormente, vista la loro fama in Russia, Ucraina e Kazakistan.

## Stile, ispirazioni ed influenze
I fratelli Khvaleev definiscono il loro stile "un cocktail russo ben mescolato". In effetti Pavel e Vitalij "mescolano" i loro due generi preferiti, rispettivamente Trance e Techno, in un mix di melodie e ritmi dal carattere epico e "freddo", in tono con il clima rigido della Russia, in cui inseriscono elementi tipici della Trance olandese di Armin Van Buuren e Tiësto ed altri tipici della Techno Berlinese. 
Affermano inoltre di farsi influenzare molto dalla cultura musicale dei Paesi che visitano.
Tra le fonti di maggiore ispirazione compaiono Trentemoller, Royksopp e Tom Yorke.

## Collaborazioni
Pavel e Vitalij vantano numerose collaborazioni con musicisti celebri, tra cui Tiësto e Madonna, per i quali hanno scritto le basi di alcune canzoni. Inoltre hanno uno stretto rapporto con la cantante e vocalist russa Avis Vox e con il DJ russo Blackfeel Wite.

## Discografia

### Album in studio
- 2008 - Consumption
- 2008 - Malaria
- 2008 - Promised Land
- 2008 - Прикосновение
- 2008 - Шторм Облаков
- 2010 - Around The World
- 2011 - The Secret
- 2013 - The Random
- 2015 - Atom
- 2016 - Eclipse

## =Raccolte
- 2008 - The Remixes

### Singoli
2005
- Around Me
- Katrina
- Forgotten Grey
- Voice Of Ocean
- Diffusion
- Spirit Of The Fight
- Raven Gipsy

2006
- Vodka And Sand
- Cobalt Sun
- Forgotten Feeling
- When People Turn Into Beasts
- Summertime
- Farewell (feat. Oxana)
- Basic Instinct (feat. Amigo)
- Malaria (feat. Mohammed EL-Fatih)
- Global Warming (feat. Zhenya Orlova)

2007
- Cocoon
- I Love Mornings
- See The Difference Inside
- Sky
- Samurai
- Snowfall
- Liveliness
- Home (feat. Julia B)
- Consumption (feat. Chris Lunsford)
- Pick Me Up (feat.Oxana)

2008
- Siberia
- Symphony
- Angels & Men
- Flickering Ray
- Seeming Reflection
- Slow Heart
- Spring Story
- Silence Interlude
- Contamination
- 7 Seconds (feat. Avis Vox)
- Love Never Dies(feat. Fisher)
- Your Wind Is In My Hand (feat. Blackfeel Wite)

2009
- Way Of Homily (feat. Avis Vox)
- Multifly
- Fantasize (feat. Esmaje)
- Ulica Celna
- Eyes OF The Ocean
- Sepdet
- Pink Star
- Speak With Angels
- Nature
- 30 Days Of The Drought''
- Lacula
- Angel
- When Tears Are Dropping From The Sky
- Otaria Ursina
- Night Traffic
- About Yout (feat. Avis Vox)
- We Are In Words (feat. Avis Vox)
- All For A Dance
- Promised Land
- First Night (feat. Blackfeel Wite)
- Storm Of Clouds (feat. Avis Vox)

2010
- Beijing
- Insincere (feat. Dojah)
- The Lilt (feat. Avis Vox)
- Song For A Girl (feat. Blackfeel Wite)
- Only This Moment
- Distance
- Tokyo Dragon (Original Mix)
- Tokyo Dragon (Club Mix)
- Isolation (feat. Tom Cloud)
- Openhearted (feat. Tiff Lacey)
- Tiger

2011
- Flower (feat. Helen Victory)
- Star Way (feat. Avis Vox)

### Video
- Moonbeam — Slow Heart
- Moonbeam feat. Avis Vox — 7 Seconds
- Moonbeam feat. Avis Vox — Storm of Clouds
- Moonbeam feat. Avis Vox — About You
- Moonbeam — Lacula
- Moonbeam — Chirpy
- Moonbeam — All For A Dance
- Moonbeam feat. Avis Vox — We Are In Words
- Moonbeam — Tiger
- Moonbeam feat. Daniel Mimra — Look Around
- Moonbeam — The Underwater World
- Avis Vox — Introspection Attemps (Moonbeam Remix)
- Moonbeam feat. Blackfeel Wite — Song for a Girl
- Moonbeam feat. Avis Vox — Star Way
- Moonbeam & Akshai feat. Avis Vox — Elephant Ride
- Moonbeam feat. Avis Vox — Hate Is The Killer
- Moonbeam — Motus
- Moonbeam & Illuminant for Fancy feat. Pryce Oliver — No Regrets
- Moonbeam with Eitan Carmi feat. Matvey Emerson — Wanderer
- Moonbeam feat. Tomomi Ukumori — Sensitivity
- Moonbeam feat. Leusin — Daydream
- Moonbeam feat. Avis Vox — Disappearance
- Moonbeam feat. Jacob A — Only You
- Moonbeam feat. Aelyn — You Win Me
- Moonbeam — The Raven
- Moonbeam feat. Leusin — Flight (Kairo Kingdom Remix Video Edit)
- Moonbeam feat. Avis Vox — Madness
- Moonbeam feat. ARCHNGL — Sun Went Down
- Moonbeam feat. Aelyn — Hero Of Hope
- Moonbeam — Soulstring
- Moonbeam - 13th World (featuring Avis Vox)
- Moonbeam - Follow Me (& Indifferent Guy featuring Eva)